# Can Altıntığ
Can Altıntığ (Bursa, 1º gennaio 1987) è un cestista turco.

## Palmarès
- Coppa di Turchia: 1

Pınar Karşıyaka: 2013-14